# Congosto de Sopeira
Congosto de Sopeira este o arie protejată (arie specială de conservare — SAC, sit de importanță comunitară — SCI) din Spania întinsă pe o suprafață de 270,41 ha, integral pe uscat.

## Localizare
Centrul sitului Congosto de Sopeira este situat la coordonatele 42°19′16″N 0°43′45″E / 42.321°N 0.729083°E.

## Înființare
Situl Congosto de Sopeira a fost declarat sit de importanță comunitară în aprilie 1999 pentru a proteja 1 specie de plante și 6 specii de animale. Situl a fost protejat și ca arie specială de conservare în februarie 2021.

## Biodiversitate
Situată în ecoregiunea mediteraneană, aria protejată conține 4 habitate naturale: Pante stâncoase calcaroase cu vegetație casmofită, Matorral arborescenți cu Juniperus spp., Peșteri inaccesibile publicului, Păduri de Quercus ilex și Quercus rotundifolia.
La baza desemnării sitului se află mai multe specii protejate:
- plante (1): Borderea chouardii
- mamifere (5): liliac cârn (Barbastella barbastellus), vidră de râu (Lutra lutra), liliac cu aripi lungi (Miniopterus schreibersii), liliac cu picioare lungi (Myotis capaccinii), liliacul mic cu potcoavă (Rhinolophus hipposideros)
- pești (1): Parachondrostoma miegii

Pe lângă speciile protejate, pe teritoriul sitului au mai fost identificate 19 specii de plante, 19 specii de păsări, 2 specii de amfibieni, 2 specii de mamifere, 1 specie de pești.